# アダム・クーパー
アダム・クーパー（Adam Cooper、1971年7月22日 - ）は、イギリス・ロンドン出身のバレエダンサー。

## 経歴
5歳のとき、父に連れられて1歳年上の兄サイモン（Simon）と一緒に地元のダンス・スクールを見学に行ったのをきっかけにダンスを始める。兄弟はとりわけタップ・ダンスに興味を持ち、土曜日のクラスに通い始めたが、そのうち平日のバレエのクラスにも通い始める。
兄弟はそれぞれ11歳になるとバービカン（The Barbican）のアーツ・エデュケイショナル・スクールに入学する。それぞれ16歳でやはり同じロイヤル・バレエ・スクールに進学し、本格的にバレエの勉強を始める。しかしアーツ・エデュケイショナル・スクールはダンス・唱歌・ミュージカル・演劇・演武など舞台パフォーマンス全般を幅広く学ぶ学校であり、幼い頃からバレエ一本に集中してやってきた同級生達とは歴然とした力の差があった。そのことが兄弟にとってはロイヤル・バレエ・スクール在学中、常に劣等感としてつきまとっていた。また在学中、アダムがいわゆる「飛び級」で兄と同じ学年に上がってからは兄弟の仲もギクシャクし始める。熊川哲也はロイヤル・バレエ・スクールで彼らの同期であった。
1989年、ローザンヌ国際バレエコンクールに出場しプロフェッショナル・レベル賞を受賞したアダムは一躍注目を浴び、同年ロイヤル・バレエ団に入団する。その後1991年にはファースト・アーティストそしてソリストに、1993年にはファースト・ソリスト、1994年にプリンシパルとトントン拍子に昇格する。
1995年、マシュー・ボーンは彼の主宰するAMPの新作「白鳥の湖」の主役をアダムに打診する。アダムはロイヤル・バレエと二足の草鞋でこの役をこなし、「白鳥の湖」は全世界に大センセーションを巻き起こす。この頃、過密スケジュールのためアダムは一時足を痛めて代役を立てざるを得なくなるが、代役として彼は兄のサイモンを指名する。この頃までに兄弟のわだかまりは解消されていたと思われる。後にサイモンは雑誌のインタビューで「ああそうさ、僕はアダムの兄だとも。それでいいよ」と答えている。
ロイヤル・バレエ時代の1994年、同じロイヤル・バレエのソリストだったサラ・ウィルドーとパートナーを組んだのをきっかけに恋仲になり、同棲を始めた。二人は2000年に結婚する。サラはAMPのシンデレラでアダムと共演している。

## 出演映画
- リトル・ダンサー Billy Elliot -25歳に成長したビリー役（2000・英 特別出演）